# Dencsháza
Dencsháza (kroatisch Denčaz) ist eine ungarische Gemeinde im Kreis Szigetvár im Komitat Baranya. Zur Gemeinde gehört der Ortsteil Péterfa.

## Geografische Lage
Dencsháza liegt 33 Kilometer westlich des Komitatssitzes Pécs und 7 Kilometer südlich der Kreisstadt Szigetvár. Nachbargemeinden sind Botykapeterd, Rózsafa, Katádfa, und Szentegát.

## Geschichte
Dencsháza wurde 1408 erstmals urkundlich erwähnt. Im Jahr 1913 gab es in der damaligen Großgemeinde 156 Häuser und 1528 Einwohner auf einer Fläche von 7445 Katastraljochen. Sie gehörte zu dieser Zeit zum Bezirk Szentlőrincz im Komitat Baranya.

## Sehenswürdigkeiten
- Reformierte Kirche, erbaut 1792 im Zopfstil
- Weltkriegsdenkmäler

## Verkehr
Durch Dencsháza verläuft die Nebenstraße Nr. 58107. Es bestehen Busverbindungen nach Szentegát und Szigetvár, wo sich der nächstgelegene Bahnhof befindet.